# テル・ミー・ホワット・ユー・シー
「テル・ミー・ホワット・ユー・シー」（Tell Me What You See）は、ビートルズの楽曲である。アメリカでは1965年6月14日に発売されたキャピトル編集盤『ビートルズ VI』に、イギリスでは8月6日に発売された5作目のイギリス盤公式オリジナル・アルバム『ヘルプ!』に収録された。日本では、シングル盤『恋のアドバイス』のB面曲としても発売された。
レノン＝マッカートニーの作品。楽曲の作曲者についてポール・マッカートニーは「僕が書いたような気がするけど…よく覚えてない」とし、ジョン・レノンは「ポールが書いた」と語っている。

## 曲の構成、レコーディング
「テル・ミー・ホワット・ユー・シー」は、エレクトリックピアノが使用されたポップ・チューンで、ビートルズが10代のロマンスを題材とした最後の楽曲となった。シンプルな曲調と歌詞で構成されていて、ハンター・デイヴィスは「ジェーン・アッシャーに宛てた曲」と見なしている。
2番のヴァースの冒頭の「Big and black the clouds may be, time will pass away（雲がどれだけ厚くて暗くても、時は過ぎ去っていく）」というフレーズは、レノンが幼少期に生活していた家に飾ってあった宗教碑文（However black the clouds may be, in time they’ll pass away. Have faith and trust and you will see, God’s light make bright your day.）からの引用である。
レコーディングは、1965年2月18日に行なわれ、「悲しみはぶっとばせ」と失敗に終わった「イフ・ユーヴ・ガット・トラブル」の後で、その日最後にレコーディングされた。セッションはEMIのスタジオ2で行われ、ジョージ・マーティンがプロデュース、ノーマン・スミスとケン・スコットがエンジニアを担当した。 

## 評価
ビル・ワイマンはビートルズの公式録音曲213曲を対象としたワースト・ランキングで、本作を第210位に挙げ、「アルバム『ヘルプ!』の裏面に無理矢理突っ込んだ、あくまでも派生的なナンバー」と評している。

## クレジット
※出典
- ポール・マッカートニー - リード・ボーカル、ベース、エレクトリックピアノ
- ジョン・レノン - ハーモニー・ボーカル、リズムギター、タンバリン
- ジョージ・ハリスン - ギロ
- リンゴ・スター - ドラム、クラベス、マラカス

## カバー・バージョン
- R・スティーヴィー・ムーア - 1986年に発売されたアルバム『Man of the Year Volume 4』に収録[9]。